# Melanoplus gladstoni
El chapulín carreta  (Melanoplus gladstoni) es una especie de saltamontes perteneciente a la familia Acrididae. Se encuentra en América del Norte.